# Chiesa di San Bartolomeo (Savignone)
La chiesa di San Bartolomeo è un luogo di culto cattolico situato nella frazione di Vallecalda, in via alla Chiesa, nel comune di Savignone nella città metropolitana di Genova. La chiesa è sede della parrocchia omonima del vicariato della Valle Scrivia dell'arcidiocesi di Genova.

## Storia
Situata nei pressi della strada provinciale 226 collegante i comuni di Busalla e Casella, la chiesa è citata per la prima volta in una bolla pontificia del 1196 di papa Celestino III ("cappella di San Bartolomeo di Valcalda") come dipendenza dall'abbazia di Precipiano (Vignole Borbera), così come la chiesa parrocchiale di San Pietro di Savignone. Studi storici sull'originaria struttura hanno avvalorato l'ipotesi che annessa alla chiesa fosse ubicato un ospitale per accogliere i viandanti e i pellegrini.
Nei secoli la proprietà di tale chiesa passò dalla diocesi di Tortona (1523) alla parrocchia di Santo Stefano di Casella, quindi dalla parrocchia di Santa Maria Assunta di Serra (Serra Riccò) nel 1765 e alla pieve di Santa Maria Assunta di Borgo Fornari (Ronco Scrivia) nel 1838. Con decreto arcivescovile del cardinale genovese Giuseppe Siri del 1952 fu alle dipendenze religiose della parrocchia di San Giovanni Decollato di Montoggio e poi definitivamente parrocchia autonoma nei confini dell'arcidiocesi di Genova.

## Descrizione
Di forma rettangolare, la struttura interna dell'edificio risulta essere ad unica navata. È corredata da un altare maggiore e da altri due altari laterali dedicati alla Madonna del Rosario e a sant'Anna. Tra i dipinti conservati vi è custodita la tela dell'Assunzione della Vergine, datata al 1567, e la pala d'altare di Sant'Agostino e santi di Luca Cambiaso, già nella chiesa del soppresso monastero di San Bartolomeo dell'Olivella di Genova. Attribuibili alla scuola del pittore Pietro da Cortona sono i dipinti anonimi di Rebecca al pozzo e Labano che cerca gli idoli.
L'organo proviene dal convento di San Nicolò del quartiere genovese di Borzoli.